# Wittebrug (Den Haag)

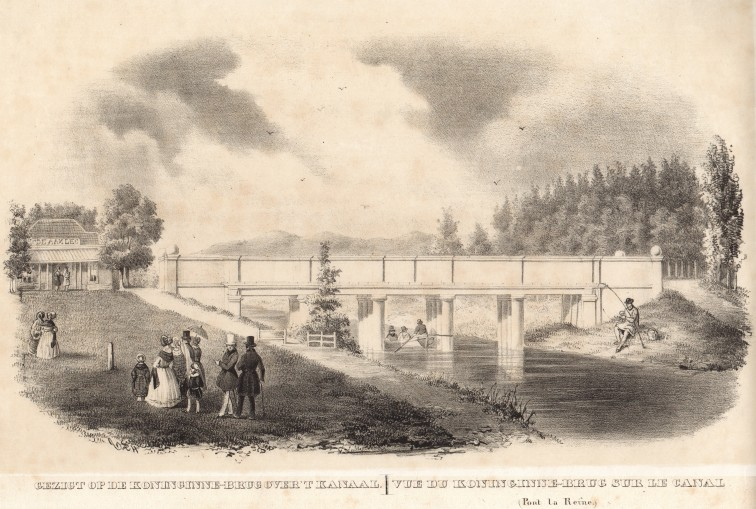
De oorspronkelijke Witte Brug bij Wittebrug
Litho uit 1850

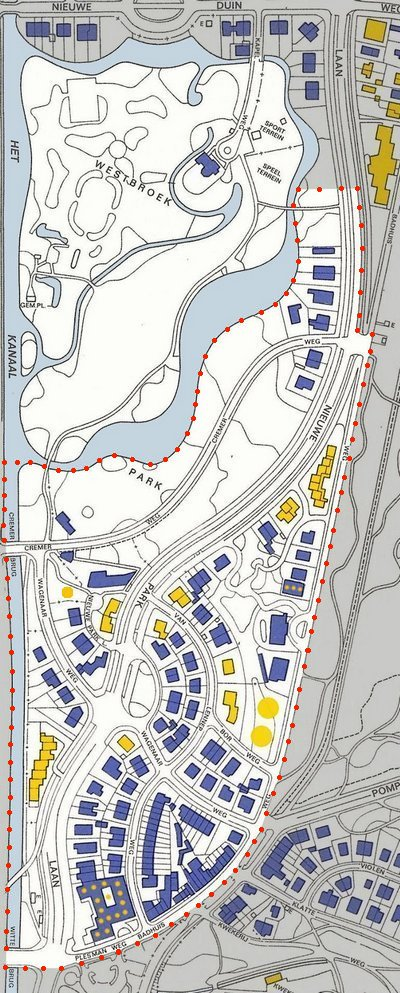
Kaart van Wittebrugpark uit 1992, bijgewerkt in 2008. De gele bebouwing is van na 1950.

Wittebrug is een klein wijkje (vroeger een gehucht) tussen Den Haag en Wassenaar, tussen het Hubertusduin en Scheveningen.

## De Witte Brug
In de dagen van koning Willem II begon Den Haag hard te groeien. In 1828 werd besloten een kanaal van het centrum naar Scheveningen te graven. Het kanaal is aangelegd, maar nooit tot de Noordzee doorgetrokken. Het einde van het kanaal is onder meer goed te zien op het Panorama Mesdag.
Over het kanaal zijn in eerste instantie twee bruggen aangelegd, een naar het Malieveld en het Haagse Bos, en een bij het huidige Madurodam, waar aan de overkant het gehucht Wittebrug lag en waar de weg naar Scheveningen begint. De brug bij Madurodam werd de Koninginnebrug genoemd, maar kreeg al gauw de naam Witte Brug. Het was van 1832 tot 1873 een witgeschilderde houten pijlerbrug met hoge, witte balustrades. Aan alle vier hoeken brandde 's nachts een olielamp, toen de enige verlichting tussen Den Haag en Scheveningen.
In 1873 werd de houten brug vervangen door een deels stalen boogbrug, alleen de rijbaan bleef van hout. In 1905 werd een bredere brug noodzakelijk geacht, vanwege het drukke (tram)verkeer. Deze derde brug was deels van steen. Hij werd in 1943 afgebroken door de Duitsers. Na de oorlog is meteen in 1945 een tijdelijke, vierde brug geplaatst, die tot 1950 dienstdeed.
In 1950 is de huidige, vijfde brug gebouwd, en daarnaast is in 1968 een aparte diagonale brug gebouwd voor het tramverkeer.

## Oorsprong
Het gehucht Wittebrug lag in de 19e eeuw te midden van een duinlandschap. Het was zo klein dat het geen eigen naam had, maar na de aanleg van de brug werd het Wittebrug genoemd. 's Winters werden de bewoners bezocht door ezels, die 's zomers op het strand gewerkt hadden (ezeltje rijden), maar 's winters voor zichzelf moesten zorgen. Als er door de sneeuw geen gras meer te vinden was kwamen de dieren bij de huisjes bedelen.
Sinds 1835 was Brouwerij Het Anker van A.H. van Dijk gevestigd aan de huidige Badhuisweg, die vanaf daar naar het Kurhaus loopt. Oorspronkelijk was dat Wassenaars grondgebied, maar later werd de grens verlegd en stond de brouwerij in Den Haag. Behalve de brouwerij en de molen stonden er een paar huisjes. In een van die huisjes was het winkeltje van Katje Vos. Bij de brug stond een molen, genaamd 'De Vier Winden'.

#### Schietbaan
Waar nu de Klatteweg is lag de schietbaan van Schietvereniging Petit St. Hubert. Toen Duttendel ontgonnen werd kreeg de vereniging een nieuwe baan op Tagelenberg, een hoog duin aan de Raamweg, die toen nog een grindpad was. Er waren verschillende doelen om op te schieten, onder andere een hardstenen beeld van de zoon van Wilhelm Tell. Toen de Archipelbuurt zich ontwikkelde kwamen er steeds vaker kinderen in de duinen spelen. Het schieten werd te gevaarlijk, en de vereniging verhuisde naar Landgoed Ockenburgh.

#### Hotel De Wittebrug
De eigenaar van de brouwerij begon in 1885 een klein koffiehuis voor wandelaars die de molen bezochten, genaamd 'De Aanleg' of 'De Goede Aanleg', met zeven kamers voor logies. In 1888 werd de brouwerij gesloten. Eigenaar Van Dijk (†1902) richtte een vennootschap op om de locatie uit te breiden tot Hotel de Wittebrug.

## Duinafgravingen
Een groot deel van het duinlandschap om het gehucht Wittebrug is afgegraven ten behoeve van woningbouw. Eén deel werd later Klein Zwitserland genoemd, met sportvelden en kwekerijen, een ander deel werd het Westbroekpark. In 1889 is begonnen met de aanleg van de Nieuwe Parklaan van de Witte Brug naar Scheveningen, en in 1892 met de aanleg van de Nieuwe Scheveningse Bosjes bij de Pompstationsweg.
Tegenwoordig wordt de wijk 'Wittebrugpark' genoemd, een samentrekking van Wittebrugkwartier en Westbroekpark.

## Openbaar vervoer
De allereerste paardentram in de Benelux ging in 1864 rijden tussen Den Haag en Scheveningen via de Scheveningse weg, wat nu ongeveer lijn 1 is. Hetzelfde jaar opende de tweede lijn, via de Witte brug. Deze reed toen over wat nu de Badhuisweg is, maar toen Nieuwe Scheveningse weg heette. In 1890 werd dit traject vervangen door een nieuwe route via de Nieuwe Parklaan. Tussen 1890 en 1904 reden er in de zomer accutrams. In 1904 werd dit de elektrische lijn 9, en die rijdt nog steeds ongeveer zo. 
In 1879 kreeg de Badhuisweg deels weer een tramlijn, maar nu een stoomtramlijn. Dit was ook de eerste in de Benelux. Deze reed vanaf het Rhijnspoorstation (later Staatsspoor), via de Raamweg, achterlangs het veel later gebouwde KLM-hoofdkantoor, dan pal naast de Badhuisweg, en vervolgens door de Nieuwe Scheveningse Bosjes (het huidige ruiterpad). En daarna op de Badhuisweg. In 1924 werd dit de beroemde elektrische Blauwe Tram, die hier tot in 1957 gereden heeft.